# Кариока (станция скоростного трамвая Рио-де-Жанейро)
Кариока — станция Легкорельсового трамвая Рио-де-Жанейро. Расположена между станциями «Синеландия» и «Сети ди Сетембро».
Открыта 5 июня 2016 года. Расположена в историческом районе Центр Рио-де-Жанейро, на пересечении авениды Рио Бранко и авениды Альмиранти Баррозо.